# Ejido el Marítimo
Ejido el Marítimo är en ort i Mexiko.   Den ligger i kommunen Mexicali och delstaten Baja California, i den nordvästra delen av landet, 2 100 km nordväst om huvudstaden Mexico City. Ejido el Marítimo ligger 8 meter över havet och antalet invånare är 919.
Terrängen runt Ejido el Marítimo är mycket platt. Runt Ejido el Marítimo är det ganska tätbefolkat, med 58 invånare per kvadratkilometer. Närmaste större samhälle är Doctor Alberto Oviedo Mota, 1,7 km sydväst om Ejido el Marítimo. Omgivningarna runt Ejido el Marítimo är i huvudsak ett öppet busklandskap.